# Nord 2200
Nord 2200 là một loại máy bay tiêm kích được phát triển ở Pháp năm 1946.

## Tính năng kỹ chiến thuật (2200)
Dữ liệu lấy từ 
Đặc điểm tổng quát
- Tải trọng: 3060 kg (6746 lb)
- Chiều dài: 13,9 m (45 ft 7,25 in)
- Sải cánh: 12 m (39 ft 4,5in)
- Chiều cao: 4,8 m (15 ft 9 in)
- Diện tích cánh: 31,6 m^2 (340,15 ft^2)
- Trọng lượng rỗng: 4830 kg (10648 lb)
- Trọng lượng có tải: 7890 kg (17394 lb)
- Động cơ: 1 × Hispano-Suiza Nene 102 kiểu động cơ tuabin phản lực, 22,2 kN (5000 lbf)

 Hiệu suất bay 
- Vận tốc cực đại: 936 km/h (582 mph)
- Vận tốc leo cao: 23 m/s (4527 ft/phút)